# Рдест гребенчатый
Рдест гребе́нчатый(лат. Stuckenia pectinata, syn. Potamogeton pectinatus) — водное растение рода Рдест (Potamogeton) семейства Рдестовые (Potamogetonaceae).

## Ботаническое описание
Многолетнее растение с длинным корневищем, на котором осенью развиваются клубневидные утолщения. Рдест гребенчатый не похож на другие виды рдеста: его стебли очень сильно разветвленные, нитевидные, прямые, вверх — сильно ветвистые, длиной до 1,5 м, а листья — узкие, тонкие, как нити, до 15 см длиной, темно-зеленые или коричневые. Гибкие стебли колышутся в воде даже при слабом течении.
Опыляется ветром. Цветет — в июне-июле. Соцветие состоит из нескольких мутовок, коричнево-зеленый, на длинном тонком цветоносе, во время цветения поднимается над водой.

## Распространение и экология
Распространен в озёрах, реках, прудах умеренной зоны всего Северного полушария на небольшой глубине.
Растёт на мелководье, в разного типа водоёмах с пресной и солоноватой водой, на разных донных отложениях — до глубины 5-6 м. В солоноватых озёрах образует большие и густые кустарники.

## Значение и применение
Рдест гребенчатый является индикатором эвтрофикации водоёмов.
Все рдесты содержат много извести, поэтому могут использоваться как удобрение.
Клубни с жадностью поедаются утками и могут служить хорошим кормом для свиней. Утки и рыбы прекрасно поедают семена и зимние почки. Культивируется в рыбных и охотничьих хозяйствах.
Рдестом питаются водные моллюски, насекомые, рыбы; на подводных частях рыбы откладывают икру. В зарослях рдестов прячутся стайки мальков рыб.